# Giovanni Battista Foggini
Giovanni Battista Foggini (Florencia, 25 de abril de 1652 - 12 de abril de 1725) fue un escultor y arquitecto italiano.

## Biografía
Comenzó su aprendizaje en la Academia Fiorentina y fue enviado a Roma por Cosme III de Médici en 1673, donde trabajó con Ercole Ferrata, a su vez seguidor de Alejandro Algardi. Allí fue instruido por el director Ciro Ferri, quien había sido alumno de Pietro da Cortona. Regresó a Florencia en 1676 con una riqueza de innovaciones del barroco romano, y después de la muerte de Ferdinando Tacca, (hijo de Pietro Tacca) se convirtió en escultor y arquitecto de la corte del Gran Duque Cosme III (1686), realizando diversos bustos del duque y su familia.
Practicaba grandes áreas de expresión artística, a excepción de la pintura. Sabía cómo desarrollar su propio estilo que llegó a identificarse, en una feliz simbiosis, con el de Cosme III. Foggini fue sin duda uno de los artífices que realizaba mejor los gustos del príncipe. En 1687, adquirió la fundición en Borgo Pinti que había pertenecido al escultor Juan de Bolonia. Esto le permitió especializarse en pequeños bronces, producción que realizó principalmente y de forma rentable para la exportación. Entre sus pequeños bronces se encuentra David con la cabeza de Goliat.
Aunque durante toda su vida trabajó principalmente en los territorios del Gran Ducado de Toscana, pero también es cierto que nunca dejó de actualizarse sobre las nuevas técnicas romanas. Se aprecia en su obra un momento en que Florencia fue de nuevo un gran centro artístico y cultural de las nuevas lenguas oficiales, recogiendo el legado que influyó en el desarrollo del próximo rococó al lado del lenguaje barroco, en algunos aspectos, no inferior respecto de Roma. Sin embargo, debido a los estereotipos y prejuicios que tienden a encasillar a la ciudad de Florencia, como cuna del renacimiento, sólo recientemente se está descubriendo el enorme valor artístico y arquitectónico de otros años posteriores.
Su obra maestra como escultor fue realizada en la Capilla Corsini de la iglesia de Santa María del Carmine, donde por primera vez se trasladó fuera de la escuela manierista florentina del artista Giambologna para seguir la experiencia contemporánea del barroco romano. Otra obra importante fue la decoración en 1692, de la capilla Feroni de la  Basílica de la Santísima Anunciada.
Significativa fue su actividad como arquitecto, donde realizó la mayoría de los palacios florentinos en construcción o reconstruidos en el momento. Entre otros la escalera del Palacio Medici Riccardi. Entre sus seguidores se encuentran Ferdinando Fuga, Filippo Della Valle, Balthasar Permoser y Giovanni Baratta.

## Obra

### Escultura

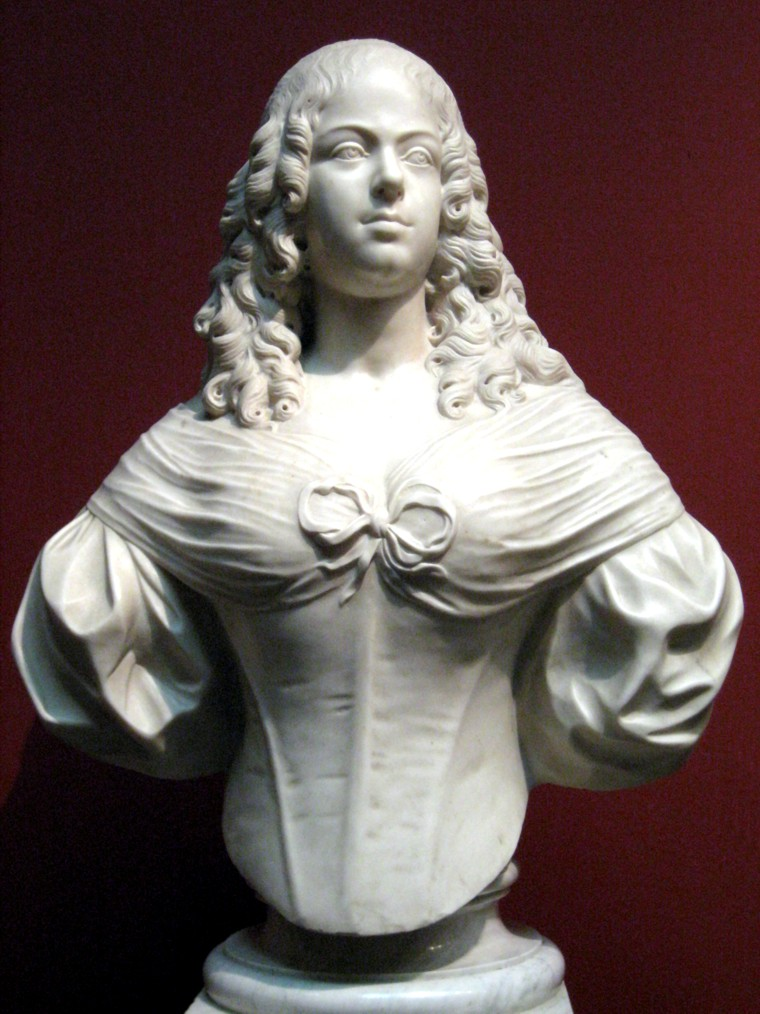
Busto de Vittoria della Rovere.

- Mesa en mármol de la Capilla Corsini en la iglesia de Santa María del Carmine. 1676-83 Florencia
- Bacco e Ariadne, bronzetto, National Gallery of Art, Washington, 1711-1724
- Busto de Vittoria della Rovere, Uffizi, post 1680
- Busto de Vittoria della Rovere, National Gallery of Art, Washington, 1685 circa
- Busto de Maria Maddalena de Austria, Uffizi, 1684 circa
- Ciborio en plata, Duomo di Pisa, 1678-1686
- Busto de Ferdinando II de Médici, palacio de la Caravana, Pisa, 1681
- Fachada de la Iglesia de los Santos Michele e Gaetano, con otros artistas, 1683
- L'arrotino, 1688, con Balthazar Keller – Parque del Palacio de Versalles.
- Suicidio de Ajace, 1690 circa - Metropolitan Museum of Art.
- Drago del parque de la Villa di Pratolino (antes del 1700)
- Altar mayor del presbiterio de la Iglesia de Santo Stefano dei Cavalieri, Pisa (1702-09)
- Caja relicario para Santa Maria Maddalena de Pazzi, 1705, monasterio de Santa Maria Maddalena dei Pazzi, Florencia
- Altar de la Capilla de la Madonna de la Grazie, Duomo di Grosseto, 1709
- Busto de Cosme III de Médici, palacio de la Caravana, Pisa, 1718
- Estatua de Abbondanza, Colonna dell'Abbondanza, Florencia, 1721 (sustituida por una copia)
- Busto de Galileo Galilei - Basilica dei Santa Croce, Florencia
- El cardenal Leopoldo de Medici - Museo del Louvre, París
- David y Goliat, bronce,  colección privada.
- Diseño del Altar de la Madonna, en la Basílica de Santa Maria,  Impruneta
- Relicario de Santi domenicani, Museo degli Argenti, Florencia
- Monumento fúnebre a Marco Alessandro del Borro, Duomo di Livorno (1701)

### Arquitectura
- Granaio dell'Abbondanza, 1695

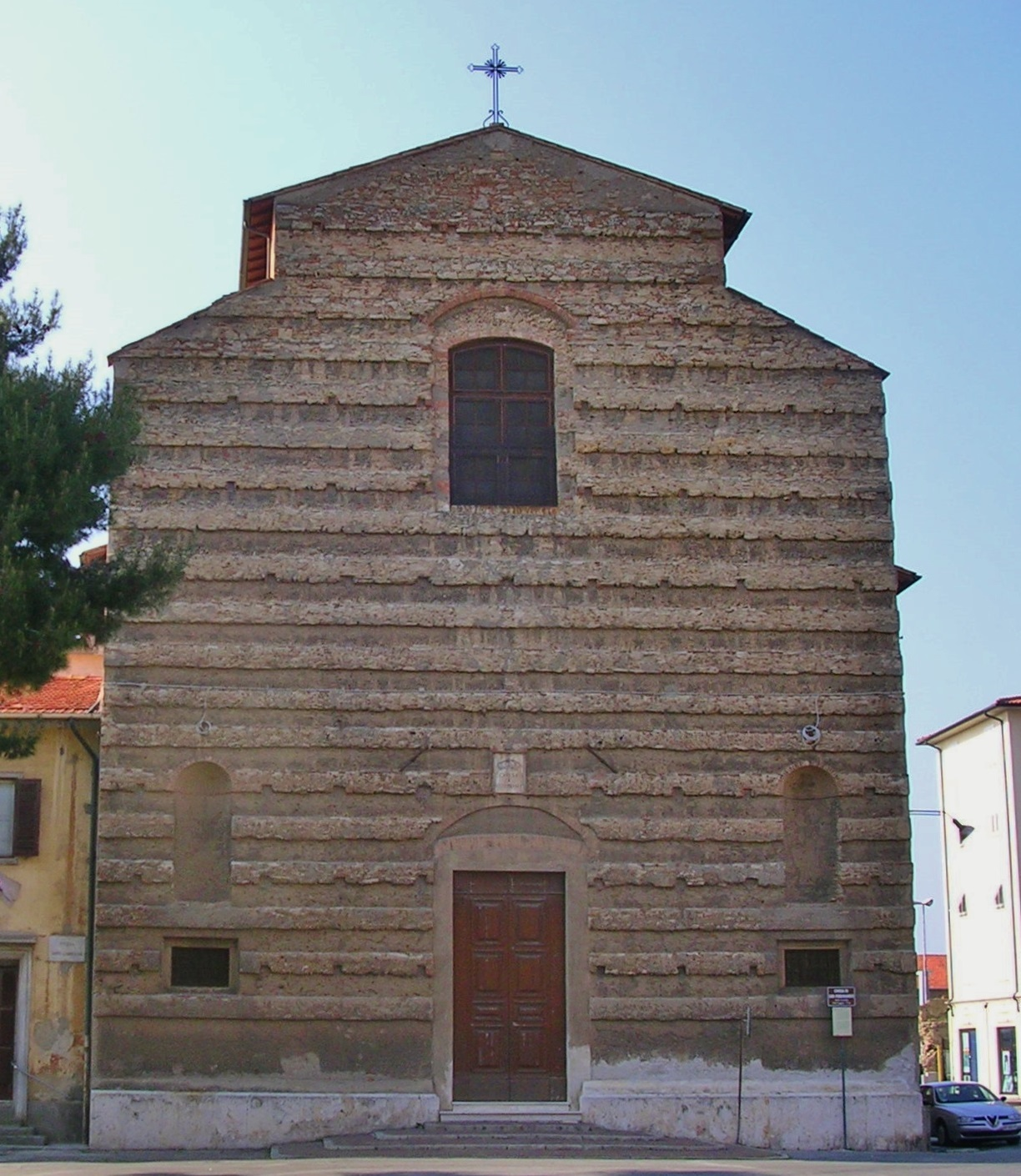
Iglesia de San Ferdinando, Livorno.

- Chiesa di Santa Maria dei Candeli, restauración, 1703
- Restauración de la iglesia del ex convento de San Francesco de Macci, 1704  Florencia
- Iglesia de San Giorgio alla Costa, restauración, 1705-1708 Florencia
- Tres palacios en la Piazza Grande, Livorno, 1705-1708 (destruidos en el bombardeo de 1943)
- Palazzo delle Colonne de marmo, Livorno 1703
- Iglesia de San Ferdinando, Livorno, 1707
- Iglesia dell'Addolorata del Santuario de Montesenario, 1717 Vaglia
- Capilla privada del Gran Príncipe Ferdinando de Médici, Palazzo Pitti, Florencia
- Capilla Feroni, Basílica de la Santísima Anunciada, Florencia
- Villa Corsini a Castello, restauración
- Iglesia de San Ambrogio, restauración
- Escalera monumental, palazzo Medici Riccardi, Florencia
- Palazzo Viviani della Robbia, Florencia
- Palazzo della Gherardesca, ampliación, Florencia

## Bibliografïa
- Turner, Jane  The Dictionary of Art. 11, p. 234-235. New York, Grove, 1996. ISBN 1-884446-00-0